# Majda Ujčič
Majda (Jakše -) Ujčič, slovenska učiteljica in bibliotekarka, * 28. april 1933, Ljubljana, Slovenija.

## Šolanje
Majda Ujčič Jakše je leta 1953 maturirala v Ljubljani. Diplomirala je leta 1959 na Oddelku za biologijo na Prirodoslovno-matematično-filozofski fakulteti v Ljubljani. Za svoje diplomsko delo je prejela študentsko Prešernovo nagrado. 

## Pedagoško delo
Leta 1960 se je zaposlila kot profesorica biologije na Osnovni šoli Antona Aškerca v Mariboru in tam poučevala nadaljnjih pet let, vendar pa zadnje leto ni več učila, ker je bila s polovičnim delovnim časom pomočnica ravnateljice. Opravila je strokovni izpit za srednješolskega profesorja, kjer pa se je njena poklicna pot usmerila v bibliotekarstvo, saj je vodila šolsko knjižnico, in sicer zadnji dve leti s polovičnim delovnim časom. Obiskovala je tudi tečaj za šolske knjižničarje.

## Bibliotekarsko delo
Bibliotekarstvu se je še bolj posvetila leta 1965, ko je začela z delom v Univerzitetni knjižnici Maribor, ki se je takrat imenovala Študijska knjižnica. Delala je kot katalogizatorka in klasifikatorka, skrbela je za formalno in vsebinsko obdelavo knjižničnega gradiva, ki jo običajno opravljata dve različni osebi. Od leta 1972 do 1982 je bila bibliografka v Narodni in univerzitetni knjižnici v Ljubljani (NUK), od leta 1979 do 1982 je vodila Oddelek za bibliografijo.
Bila je glavna urednica Slovenske bibliografije pri letnikih XXIX(1975) in XXX(1976), ki sta izšla 1981 in 1983. Sodelovala je tudi pri letnikih XXIV(1970), XXV(1971), XXVI(1972), XXVII(1973) in XXVIII(1974), ki so izšli v obdobju od leta 1974 do 1981. Urejala je mesečno bibliografijo slovenskih knjig v založniškem časopisu Knjiga, objavljeno od leta 1973 do 1980, in Bibliografijo znanstvenih in strokovnih objav, ki jo je izdajala Raziskovalna skupnost Slovenije, za leta 1974, 1975 in 1976. 
Leta 1977 se je udeležila mednarodnega Kongresa o nacionalni bibliografiji, ki sta ga organizirala IFLA in UNESCO v Parizu in kjer so bile začrtane smernice za nacionalne bibliografije in nacionalne bibliografske ustanove. Od leta 1979 do 1982 je bila članica stalnega odbora Sekcije za bibliografijo pri IFLA, v okviru katerega je leta 1979 sodelovala na generalni skupščini IFLA v Kopenhagnu in leta 1981 v Leipzigu.
V letih 1982-1989 je delala v Knjižnici Otona Župančiča v Ljubljani kot vodja Oddelka za nabavo in obdelavo. Opravila je strokovni izpit za naziv bibliotekarke, specialistični izpit za naziv bibliotekarke specialistke in dosegla strokovni naziv višja bibliotekarka specialistka. Predavala je tudi na tečajih in seminarjih za izobraževanje in izpopolnjevanje knjižničarjev najprej v Mariboru, kasneje v Narodni in univerzitetni knjižnici v Ljubljani in občasno bila izpraševalka na strokovnih izpitih.
Leto kasneje, ko je bil na Filozofski fakulteti ustanovljen Oddelek za bibliotekarstvo (1987), je pričela pogodbeno predavati bibliotekonomijo, kar je zanjo in za oddelek pomenilo začeti iz nič in pripraviti učne vsebine. S svojim znanjem je uspešno prispevala k razvoju oddelka. Leta 1989 se je na fakulteti redno zaposlila in bila je habilitirana za docentko za bibliografijo in bibliotekonomijo.
Februarja 1994 se je upokojila in obdržala docentski naslov. Delovala je kot mentorica ali somentorica pri diplomskih nalogah. Pri rednem študiju je pogodbeno sodelovala do leta 1998 z bibliografijo in do leta 2001 z bibliotekonomijo.
Majda Ujčič je pripravila načrt razvoja knjižnice Oddelka za bibliotekarstvo, informacijsko znanost in knjigarstvo in jo do leta 1996 tudi vodila. Opravljala je vsa knjižničarska dela: sistematično pridobivanje knjižničnega gradiva, seznam deziderat, obdelava gradiva po mednarodnih standardih in izposoja gradiva. Uspelo ji je pridobiti gradivo iz Knjižnice Pedagoške fakultete v Ljubljani, čeprav je bila prošnja sprva zavrnjena; pri tem ji je pomagal tudi dr. Gregor Kocijan. Knjižnici je podarila tudi nekaj svojih lastnih knjig. Tako je knjižnica lahko zaživela, čeprav je takrat delovala v zelo skromnih razmerah. Njen prvi lastnoročni vpis v inventarno knjigo ima številko 182 in je nastal 11. aprila 1991, zadnji vpis pa je nastal 19. decembra 1995 in je ravno Abecedni imenski katalog, ki je eden temeljnih katalogizacijskih priročnikov ter ima številko 701. Uspelo ji je pridobiti tudi licenco za sistem COBISS, o katerem je potem tudi predavala.
Aktivna je bila v Društvu bibliotekarjev Slovenije (DBS), sedaj ZBDS. V mandatnem obdobju 1974-1975, ko je bil predsednik društva dr. Branko Berčič, je bila tajnica. V začetku 80-ih let je bila en mandat tudi predsednica Društva bibliotekarjev Ljubljana. Od sredine 60-ih let naprej je bila članica več komisij pri ZBDS: Komisije za katalogizacijo, Komisije za bibliografijo, Komisije za avtomatizacijo in mehanizacijo. Najdaljši staž ima pri Komisiji za katalogizacijo, Komisiji za bibliografijo pa je nekaj let tudi predsedovala. Člani Komisije za katalogizacijo so imeli pomembno vlogo pri nastajanju pravilnika Eve Verone - Pravilnik i priručnik za izradbu abecednih kataloga.
Od leta 1996 je članica Bibliotekarske terminološke komisije pri Narodni in univerzitetni knjižnici v Ljubljani in Znanstvenoraziskovalnemu centru Slovenske akademije znanosti in umetnosti; sodelovala je pri pripravi Bibliotekarskega terminološkega slovarja. Majdo Ujčič poznamo tudi kot prevajalko in recenzentko prevodov pri številnih priročnikih. 

## Prevedena in recenzirana dela
- Smernice za predmetne normativne in napotilne vpise, 2000
- Priročnik za UNIMARC, 1999
- Smernice za uporabo ISBD-jev pri opisu sestavnih delov, 1998
- Funkcionalne zahteve za bibliografske zapise, 1998
- Oblika in struktura korporativnih značnic, 1998
- Pravilnik i priručnik za izradbu abecednih kataloga - Razlage strokovnih izrazov in stvarni kazali, 1998
- vsi slovenski prevodi ISBD-jev, ki so izšli po letu 1997

## Dela kot soavtorica
- Bibliotekarski terminološki slovar, 2009
- Alfabetarij bibliografskih terminov:delovno gradivo, 1997
- Bibliotekarski terminološki slovar:delovno gradivo II, 2009
- Delovno gradivo IV in V za Bibliotekarski terminološki slovar, 2001
- Delovno gradivo VIII za Bibliotekarski terminološki slovar:[obseg 5057 gesel], 2005
- Bibliotekarsko terminološko gradivo [Računalniška datoteka] : izpisovanje strokovnih besedil : delovno gradivo, 1998